# Gendarmeria pontificia
La gendarmeria pontificia (in seguito reggimento dei veliti pontifici detti anche carabinieri pontifici) è stato un corpo di gendarmeria dello Stato Pontificio.
Fondato nel 1816 (motu proprio del 14 luglio di Papa Pio VII) in seguito all'esigenza di unificare i corpi di polizia dello Stato Pontificio, appena ripristinato nel suo territorio dal Congresso di Vienna. Era dislocato in tutte le province dello Stato Pontificio con numerose caserme, ebbe a disposizione alcune caserme nella città di Roma, tra cui quella ubicata in piazza del Popolo, fatta edificare da papa Pio VII come sede del comando e delle dogane.
Nel 1849 assunse la denominazione di Reggimento dei veliti pontifici, fu disciolto nel 1971 e trasformato in un corpo militarmente organizzato, l'attuale Corpo della gendarmeria dello Stato della Città del Vaticano.
La caserma, che vide l'acquartieramento dei carabinieri reali all'atto del loro ingresso a Roma, è oggi intitolata al luogotenente Giacomo Acqua ed utilizzata dall'Arma dei carabinieri.
Mostre di uniformi, distintivi e bandiere del corpo sono custodite nel Museo storico vaticano presso il palazzo del Laterano, nel Museo nazionale di Castel Sant'Angelo e nel Museo di storia del Risorgimento di piazza Venezia.

## Storia

### La nascita

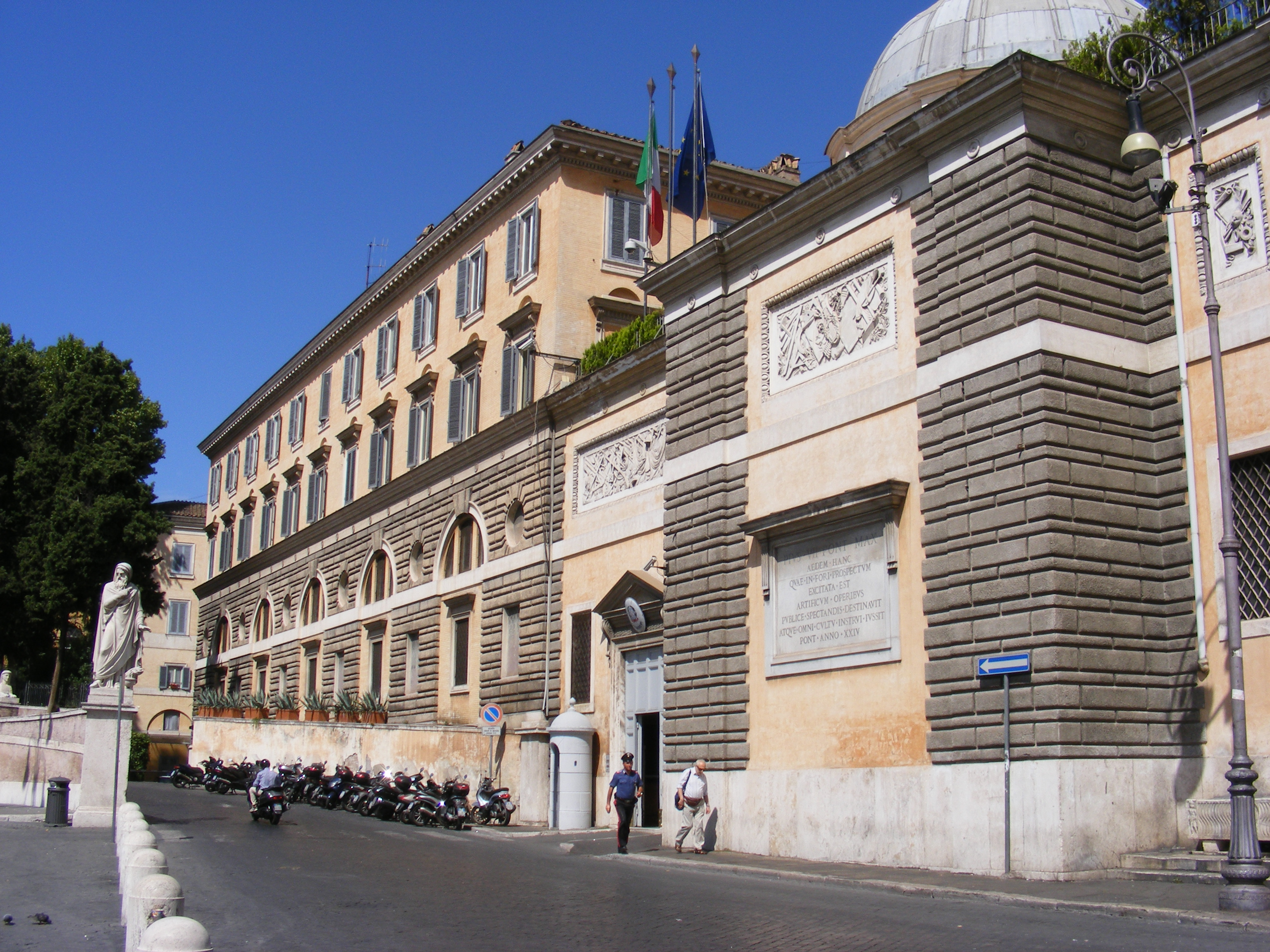
La caserma "Acqua" di piazza del Popolo, attuale sede del Comando legione carabinieri Lazio

Tale corpo, voluto dal segretario di stato Ercole Consalvi, si ispirava ai corpi di carabinieri presenti in tutti gli eserciti moderni (XVIII e XIX secolo), così denominati perché armati appunto di carabina; le funzioni di polizia loro attribuite si ispiravano invece alla gendarmeria napoleonica, che era stata istituita in tutti gli stati assoggettati alla Francia, ad essa legati o comunque da essa influenzati. Dopo il Congresso di Vienna infatti si registra la sopravvivenza delle gendarmerie e del loro modello organizzativo in molti paesi (tra cui Austria, Grecia, Bulgaria e Romania), talora proprio con la denominazione di carabinieri.
In seguito ai fatti della Repubblica Romana, nel 1849 il Corpo dei carabinieri venne disciolto e sostituito per decreto di Pio IX da un reggimento di veliti pontifici, a cui vennero demandate le stesse funzioni dei carabinieri e che venne strutturato in 14 compagnie, che prendevano il nome dalle province in cui prestavano servizio. Sempre con decreto di Pio IX, alla fine dello stesso anno il corpo assunse la nuova denominazione di Gendarmeria pontificia. Secondo l'annuario militare pontificio del 1867 i gendarmi erano all'epoca inquadrati in una legione composta da 13 compagnie ed uno squadrone a cavallo,  sotto il comando del Colonnello Pietro Bossi con il Tenente Colonnello Luigi Evangelisti quale vicecomandante.

### Dall'unità d'Italia ad oggi

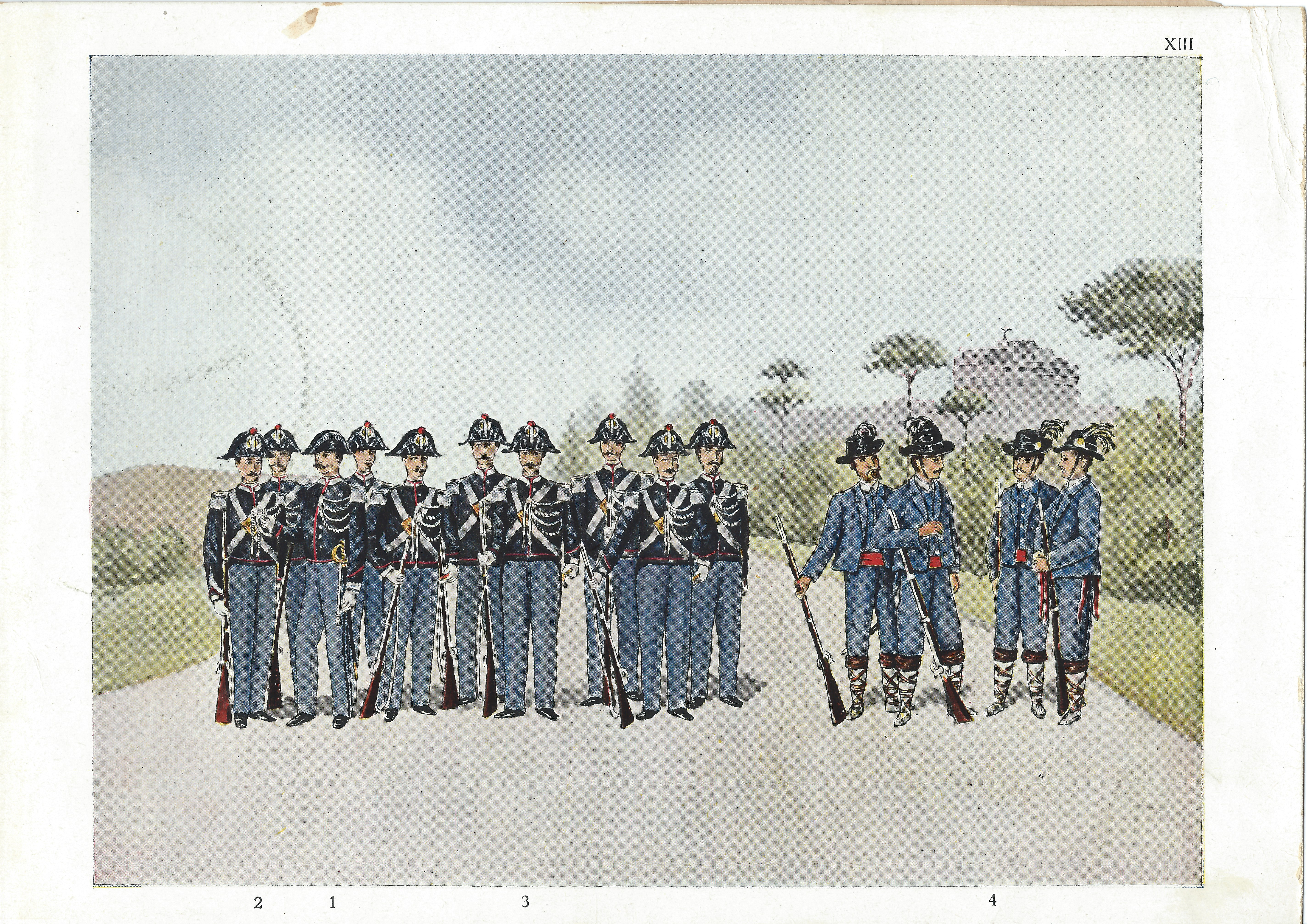
Divise della gendarmeria pontificia: 1 tenente 2 brigadiere 3 gendarmi e 4 squadriglieri

Dopo i fatti del 1870, con l'annessione dei territori pontifici al Regno d'Italia, la gendarmeria, ridotta ad un effettivo di circa 100 unità, continuò a svolgere i propri compiti all'interno delle Mura leonine, cioè nella parte di Roma non occupata dall'esercito italiano il 20 settembre 1870. Alcuni ex gendarmi pontifici confluirono nel Corpo dei Carabinieri reali di Vittorio Emanuele II, cui di fatto era affidata l'estensione della nuova autorità di governo unitario e la nazionalizzazione vera e propria dei territori degli Stati pre-unitari man mano che venivano inglobati nel Regno d'Italia.
In seguito alla firma dei Patti lateranensi del 1929, e alla costituzione dello Stato della Città del Vaticano, la gendarmeria pontificia registrò un incremento di personale e fu posta alle dipendenze del Governatorato della Città del Vaticano.
In una lettera del 14 settembre 1970 destinata al cardinale Jean-Marie Villot, il papa Paolo VI esprimeva l'intenzione di voler sciogliere tutti i corpi armati pontifici, ad eccezione della Guardia svizzera; tale lettera venne tramutata in legge nel dicembre dello stesso anno, con effetti dal 20 gennaio successivo. Nel febbraio 1971 la disciolta gendarmeria venne ufficialmente sostituita nelle funzioni da una nuova entità denominata Ufficio centrale di vigilanza, che sarebbe poi diventato l'attuale Corpo della gendarmeria.

## Organizzazione
All'atto della costituzione nel territorio dello Stato, i carabinieri erano strutturati su due reggimenti, per 2.280 uomini complessivi, a loro volta organizzati con comandi superiori, tre squadroni ciascuno su due compagnie a loro volta su tenenze e brigate, cui erano addetti un brigadiere comandante e tre o quattro carabinieri. Di un certo interesse alcuni dei requisiti richiesti per entrare a far parte del corpo: gli aspiranti gendarmi dovevano essere celibi o vedovi senza prole; saper leggere e scrivere sufficientemente; età non inferiore ai 21 anni né superiore ai 40; per i militari a cavallo era richiesta una statura superiore che per quelli a piedi; godere di buona salute ed essere di robusta costituzione fisica; essere di specchiata moralità. Tutti questi requisiti andavano provati dai candidati previa esibizione di certificazioni.

## Compiti
I carabinieri pontifici avevano compiti di polizia, ed in particolare curavano il mantenimento dell'ordine pubblico, l'esecuzione delle leggi ed assicuravano una vigilanza continua e repressiva sia del brigantaggio che dell'attività insurrezionali, nell'interno dello Stato nonché vigilavano sull'incolumità del Pontefice.